# 埃德·诺维克
埃德·诺维克（英語：Ed Novick）美国音频工程师。他赢得了1次奥斯卡最佳音响效果奖，并获得了3次提名。自1982年起，诺维克参与制作了60多部电影。

## 部分影视作品
诺维克赢得过1次奥斯卡金像奖，并获得了3次提名。
获奖
- 盗梦空间 (2010)[1]

提名
- 蜘蛛侠 (2002)[2]
- 黑暗骑士 (2008)[3]
- 点球成金 (2011)[4]